# 松前線
松前線（日语：／ Matsumae sen */?）曾經是一條連結北海道上磯郡木古內町（渡島支廳管內）的木古內站至松前郡松前町的松前站，屬於日本國有鐵道（國鐵）與北海道旅客鐵道（JR北海道）的鐵路線（地方交通線）。1988年（昭和63年）2月1日全線廢除。

## 路線概要（廢線前）
本线路自木古内站开始向南西方向延伸，沿北海道南端的松前半島南岸部的福山街道和國道228號建设，大致沿面向津轻海峡一侧的海岸线前进，而在知内町和福島町之间则转向内陆，穿越福島峠，并在白神岬附近通过白神隧道短络。
该线虽然同海峡線从未同时运行，但与之走向并行，在福島町吉冈存在3处立体交会。如果青函隧道以在来線的规格建设，松前线在途中应当与之连接。此外，松前线的松前木古内至同江差线的分岔处区间后来在经过路基和轨道的强化后，被转用为海峡线的上行线。

### 路线资料
- 管轄：北海道旅客鐵道（第一種鐵道事業者）
- 路段（營業距離）：木古內站－松前站間 50.8公里
- 軌距：1,067毫米（窄軌）
- 站數：12個（包括起點站）
- 複線路段：沒有（全線單線）
- 電氣化路段：沒有（全線非電氣化（日语：非電化））
- 閉塞方式：Tablet閉塞式
可進行交會車站：2（千軒、渡島吉岡）
  - 渡島知內、渡島福島曾經設有交會設備撤去
- 路線廢除時的營業形態
  - 直營站：松前
  - 簡易委託站：渡島大澤、渡島吉岡、白符、渡島福島、千軒、湯之里、渡島知內、森越

## 運行狀態
在停運前，松前線所有列車都是普通列車，始發站都是函館站和松前站。由松前開出的列車每日有8班，由函館開出的列車每日有7班。本線曾經有急行列車「松前」，停車站請參考年表，而每日每邊都各開1.5班急行列車。

## 歷史
根據《修正鐵道敷設法》別表第129號後段規定之予定線「木古內起分歧並至大島為止鐵道」（木古内ヨリ分岐シテ大島ニ至ル鐵道），而且因為軍用物資（錳礦）的需求，使建設的行為變得更迫切。在1942年，福山線木古內至渡島吉岡之間開業。除後，在太平洋戰爭後，路線的工程再次展開，在1953年，松前（渡島福山）至渡島吉岡之間開業，路線全通，改名為松前線。但是原本路線是計畫再延長至大島地區（延長24公里），到達錳礦的地方。但由於戰後對錳的需求下降，所以便放棄延長路線。
松前线开业时，主要运输锰矿和沿线出产的海产品，但由于沿线的國道228號的整备工程，导致客货运输量下降。在1980年，國鐵再建法的施行，以及1984年，被指定為第2次特定地方交通線，加上與鐵路線並行的國道228號狀況良好，在1987年由北海道旅客鐵道承繼業務後，於1988年停止營運，改為使用巴士連接。

### 废除问题
《国铁再建法》颁布并表明废除线路的方针后，随即遭到了来自沿线的极大反对。为了保留本线，沿线町村进行了数次陈情活动。沿线认为，松前线的废除会对沿线的通学通院运输、松前的观光运输、青函隧道和知内火力发电所的建设工程产生巨大影响，主张重新审视废除对象的选定标准。
首先，由于松前线和函馆的联系较为紧密，因此应当将连接松前线与函馆站的江差线一同考虑。此外，在对木古内以西区间的客流流向统计中，进入松前线的客流占了木古内以东区间客流的63%。然而，以线区为单位判断存废的标准并未被替换。
另外，尽管江差线的运输密度在4000人/日以下，符合第3次特定地方交通线的选定标准，但因高峰时期存在每小时运输旅客达到1000人以上的区间，因此被排除于特定地方交通线之外。然而，利用人数少于松前线的江差线木古内以西区间最终仍然因经营不振，于2014年5月12日废除。
此外，松前线在选定标准期间内（1977-1979年度），虽然运输密度为1400人/日，低于第2次特定地方交通线选定标准的2000人/日，但平均乘车距离为29.8 km，距离被排除于特定地方交通线之外的标准（平均乘车距离30 km以上，运输密度1000人/日以上）极为接近。松前线于1979年度和1980年度达成了这一条件，并且1978 - 1980年度的平均值和1979 - 1981年度的平均值也同样达成。因此，沿线认为，不应当以全国一致的选定标准期间来衡量，而是应当以近期的运输状况来衡量，因而主张将松前线排除于废除对象之外。然而，这一要求同样未被接受。
政府后来再次于1984年（昭和59年）对松前线进行了追测，并再次达成排除条件。然而，松前线于当年6月被要求废除，因此不得不转换为第三部门铁道或者巴士。尽管后来进行了乘车运动等活动以要求保留，但仍然未能阻止利用者进一步减少，运输密度也于1984年跌破1000人/日。最终，由于废除协议难以进展，且并行的国道228号整备状况亦良好，沿线放弃了保留铁路。本线在于1987年（昭和62年）由日本國有鐵道（国铁）继承至北海道旅客鐵道（JR北海道）后，于1988年（昭和63年）2月废除，转换至函馆巴士。

### 年表
- 1937年（昭和12年）10月12日 木古内至渡島知内之間 (8.2公里) 的福山線開始營業。新設森越站和渡島知内站。
- 1938年（昭和13年）10月21日 渡島知内至碁盤坂之間 (16.0公里) 開始營業。新設湯之里站・碁盤坂站。
- 1942年（昭和17年）11月1日 碁盤坂至渡島吉岡之間 (14.5公里) 開始營業。新設渡島福島站・渡島吉岡站。
- 1946年（昭和21年）12月15日 渡島吉岡至渡島大況之間 (6.5公里) 開始營業。新設渡島大澤站。
- 1953年（昭和28年）11月8日 渡島大澤之松前之間 (5.6公里) 開始營業。鐵路線全通並改名為松前線。新設松前站。
- 1957年（昭和32年）1月25日 新設白符站・及部站。
- 1962年（昭和37年）12月25日 新設重内站。
- 1963年（昭和38年）12月1日 函館至松前之間的準急列車「松前」開始營運。
- 1968年（昭和43年）10月1日 準急列車「松前」升級為急行列車。
- 1972年（昭和47年）3月15日 碁盤坂站改名為千軒站。
- 1980年（昭和55年）10月1日 急行列車「松前」停止營運。
  - 「松前」停運前的停車站:函館 - 上磯 - 木古内 - 湯之里 - 渡島福島 - 渡島吉岡 - 松前
- 1982年（昭和57年）11月15日 全線的貨物運輸停止。
- 1984年（昭和59年）6月22日 被定為第2次特定地方交通線，落入停用鐵路線的名單。
- 1987年（昭和62年）4月1日 因國鐵分割民營化，本站成為北海道旅客鐵道的路線。
- 1988年（昭和63年）2月1日 全線（50.8公里）停運，改為以巴士服務（函館巴士）

## 車站列表
公司名、自治體名以廢除當時為準。全線位於北海道渡島支廳（現在的渡島綜合振興局）管內。
| 中文站名 | 日文站名 | 英文站名 | 站間營業距離 | 累計營業距離 | 接續路線               | 軌道 | 所在地 | 所在地   |
| -------- | -------- | -------- | ------------ | ------------ | ---------------------- | ---- | ------ | -------- |
| 木古內   |          |          | -            | 0.0          | 北海道旅客鐵道：江差線 | ◇    | 上磯郡 | 木古內町 |
| 森越     |          |          | 5.2          | 5.2          |                        | ｜   | 上磯郡 | 知內町   |
| 渡島知內 |          |          | 3.0          | 8.2          |                        | ｜   | 上磯郡 | 知內町   |
| 重內     |          |          | 3.1          | 11.3         |                        | ｜   | 上磯郡 | 知內町   |
| 湯之里   |          |          | 5.7          | 17.0         |                        | ｜   | 上磯郡 | 知內町   |
| 千軒     |          |          | 7.2          | 24.2         |                        | ◇    | 松前郡 | 福島町   |
| 渡島福島 |          |          | 9.0          | 33.2         |                        | ｜   | 松前郡 | 福島町   |
| 白符     |          |          | 2.7          | 35.9         |                        | ｜   | 松前郡 | 福島町   |
| 渡島吉岡 |          |          | 2.8          | 38.7         |                        | ◇    | 松前郡 | 福島町   |
| 渡島大澤 |          |          | 6.5          | 45.2         |                        | ｜   | 松前郡 | 松前町   |
| 及部     |          |          | 2.8          | 48.0         |                        | ｜   | 松前郡 | 松前町   |
| 松前     |          |          | 2.8          | 50.8         |                        | ｜   | 松前郡 | 松前町   |

渡島吉岡站的遺址位於今日吉岡海底站附近，而湯之里站的遺址則為於知內附近。實際上當青函隧道正在建設時，渡島吉岡曾一度是建設基地。
松前線廢線後，沿線的客運需求轉由公路上的定期巴士負責，其服務路線包括由木古内至松前、函館經木古內至松前，與函館經木古內至知內等三條路線。

### 未建成的路段
- 松前至大島之間（24.0公里）
松前－館濱－小島－江良－大島

當地居民曾經發起運動希望延長該路線由大島途經上之國至瀨棚。

## 並行道路
- 北海道道383號木古内停車場線
  - 北海道上磯郡木古内町本町（江差線・海峽線木古内站） - 北海道上磯郡木古内町新道（國道228號交界）之間
- 國道228號
  - 北海道上磯郡木古内町新道（北海道道383號木古内停車場線交界） - 北海道松前郡松前町大島地區之間

## 外部連結
- 松前線：關於此線的專題網站，包括時間表。（日語）

1. 1 2 3